# 金字塔 (伊利諾伊州)
金字塔（英語：Pyramid）是位於美國伊利諾伊州華盛頓縣的一個非建制地區。該地的面積和人口皆未知。

## 地理
金字塔的座標為38°20′03″N 89°13′40″W / 38.33417°N 89.22778°W，而該地的平均海拔高度為171米（即561英尺）。